# Palacio de la Prensa
El Palacio de la Prensa, en el passat Casa de la Prensa, és un immoble de la ciutat espanyola de Madrid, situat en el número 46 del carrer Gran Via, enfront de la plaça del Callao. Va ser dissenyat per l'arquitecte Pedro Muguruza Otaño inicialment per a ser un edifici multifuncional que va trigar quatre anys a ser edificat, de 1924 a 1928. Va tenir durant la dècada dels anys trenta l'honor de ser un dels edificis més elevats de Madrid, fins que es va erigir l'Edificio Telefónica. Va ser realitzat en un solar de planta pentagonal per encàrrec de l'Asociación de la Prensa de Madrid. Fou seu de l'editorial de la revista humorística La Codorniz durant els anys quaranta, així com de l'Hoja del Lunes. Des de 2009 fins a 2015 alguns dels pisos van ser la seu del Partit Socialista de Madrid (PSM).

## Història

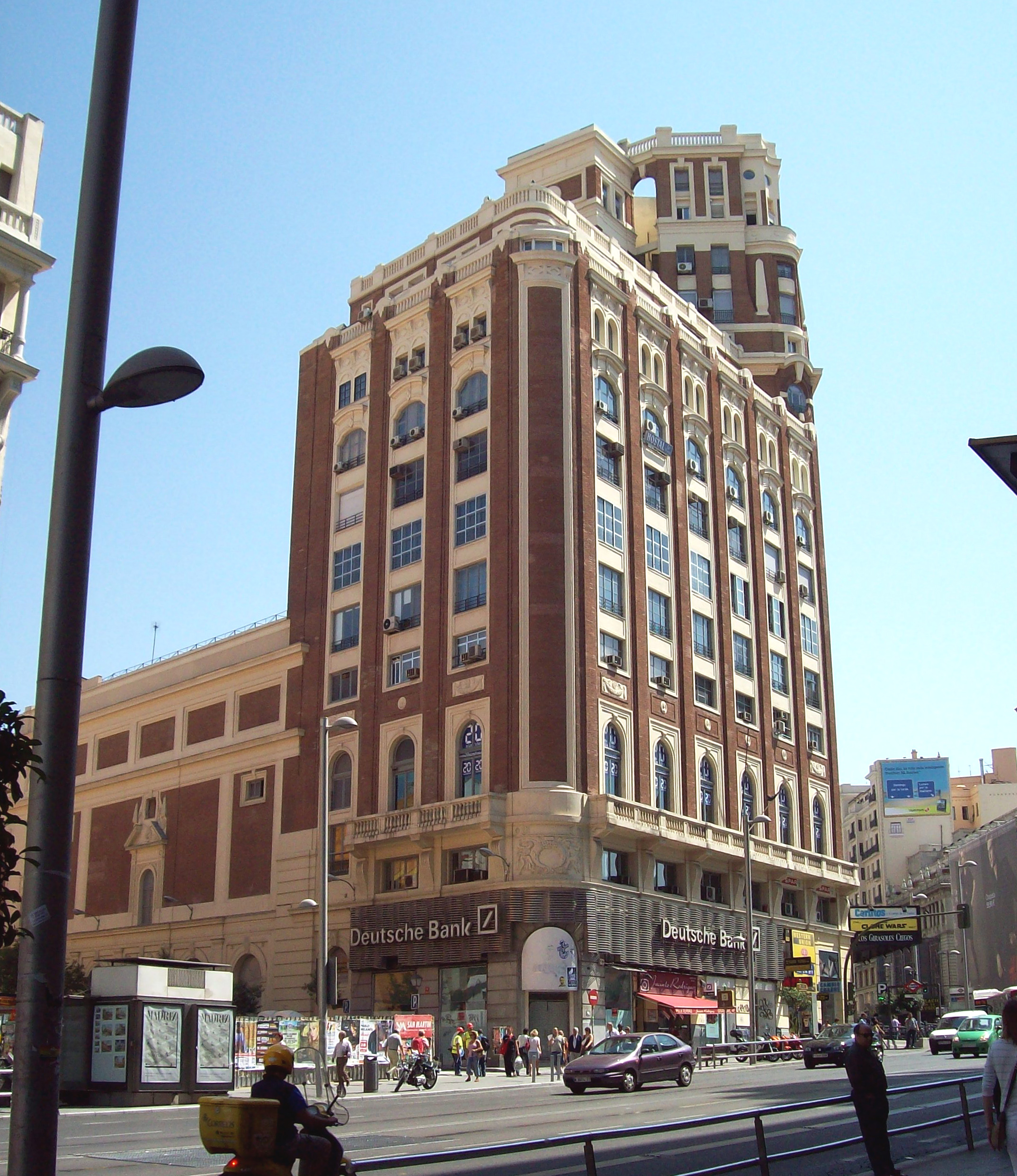
Vista des de la Gran Vía.

El disseny va començar en 1924 i les obres van començar l'any 1925, la primera pedra va ser col·locada pel rei Alfons XIII el dia 11 de juliol de 1925. Quatre anys va trigar a construir-se l'edifici que mostrava com a originalitat la construcció de la façana en maó vist. Inicialment es denominava Casa de la Prensa. L'estil de l'edifici és de classicisme modern. Es va inaugurar oficialment el 7 d'abril de 1930 amb la presència dels reis Alfons XIII i Victòria Eugènia, juntament amb el Govern representat pel general Dámaso Berenguer. A l'acte van acudir nombroses representacions d'Europa i Hispanoamèrica. El cost de l'edificació va ser de vuit milions de pessetes. Aquest encàrrec de l'Associació de la Premsa madrilenya (associació que complia trenta anys d'existència) va obrir un espai per a la ubicació d'un edifici que mirés a la plaça del Callao. Concebut com un edifici multifuncional, albergava un cafè concerto, un cinematògraf, habitatges de lloguer i oficines. L'arquitecte Pedro Muguruza Otaño es va veure influenciat per López Otero i Antonio Palacios.
La construcció de la Gran Vía portava ja un periple de gairebé vint anys. Encara s'estava edificant el segon tram de la Gran Via en finalitzar-se el Palau de la Premsa. Aquest edifici quedaria entre el segon i tercer tram de la nova avinguda madrilenya. A l'entresol es va instal·lar un cinema que el dia 2 de gener de 1929, s'inaugurava amb la projecció de la pel·lícula: El destino de la carne de Victor Fleming. El cinema posseïa un aforament de 1.840 localitats, va funcionar a vegades com a teatre amb un petit escenari. L'accés a la sala de butaques es realitzava mitjançant un ascensor. L'afluència de públic feia que es formessin incòmodes esperes, en 1941 l'arquitecte Enrique López-Izquierdo dissenya un pati en la cota del carrer. L'última reforma realitzada és en 1991 per a convertir-ho en un cinema multi-sales. En els anys quaranta es va instal·lar en els seus baixos el Salón de té Madrigal.
En l'edifici va estar la seu de la revista humorística La Codorniz durant els anys quaranta. El director de cinema Edgar Neville havia rodat la seva primera pel·lícula: Yo quiero que me lleven a Hollywood. Des de l'any 2010 fins a 2015 diverses plantes de l'edifici van albergar la seu del Partit Socialista de Madrid ocupant llavors les oficines de 20 minutos.
El 10 de gener de 2017 va obtenir l'estatus de Bé d'Interès Patrimonial, gràcies a un decret publicat en el Butlletí Oficial de la Comunitat de Madrid el dia 13 d'aquest mateix mes.

## Característiques
L'edifici mostra com a element destacat l'ús extensiu del maó. El seu aspecte exterior es troba molt influït per l'arquitectura nord-americana (sobretot de Louis Sullivan al seu Auditorium Building de Chicago), mentre que l'interior s'inspira en la decoració de l'arquitectura espanyola. La façana que dona a la plaça del Callao mostra un gran arc de triomf. En la part baixa estan les quatre sales dels Cines Palacio de la Prensa.